# Спас-Нередицы
Спас-Нере́дицы — деревня в Новгородском районе Новгородской области.
Расположена на правом берегу бывшего русла Малого Волховца в 3,5 км к юго-востоку от центра Великого Новгорода, на небольшой возвышенности рядом с Рюриковым городищем. Рядом также находится деревня Сельцо-Шатерно.
Эта часть Приильменья очень низменная и заболоченная. Фактически деревня лежит на острове, только насыпь старой железной дороги соединяет его с Большой землёй.
Деревня связана с городом пригородным автобусным маршрутом.
| 2010 |
| ---- |
| 26   |

## История
Церковь Спаса на Нередице была частью упразднённого ещё в XVIII веке Спасо-Нередицкого монастыря. Храм был построен в 1198 году князем Ярославом Владимировичем. Ярослав трижды приглашался новгородцами на княжение и трижды изгонялся ими. Роль князя в Новгороде снизилась до положения командира наемников и новгородского ополчения при боевых действиях. Наверное, поэтому и княжеский храм был скромным и находился за городом вблизи княжеской резиденции на Городище.
Во время первой мировой войны рядом со Спасом Нередицы строили железную дорогу из Нарвы через Лугу и Новгород на Москву. Закончить её до революции не успели, но зато успели срыть часть холма в Нередицах и построить дамбу.
Во время Великой Отечественной войны храм был почти полностью разрушен, в послевоенное время церковь пришлось отстраивать заново.

## Достопримечательности
- Рюриково городище (в 1 км от деревни, на берегу Волхова и Сиверсова канала)
- Церковь Спаса на Нередице